# Mary Ball Washington
Mary Ball Washington, född 30 november 1708, död 26 augusti 1789, var mor till George Washington, USA:s förste president. 
Hon föddes i Lively, Virginia, Lancaster County, Virginia, som enda barn till Joseph Ball (1649–1711), som dog då hon var tre, och Mary Johnson (1672–1721), som dog då hon var tolv. Som föräldralös blev hon enligt moderns testamente omhändertagen av advokaten George Eskridge. Hon gifte sig 1731 med Augustine Washington i dennes andra äktenskap.   
Barn:
George - (1732–1799)
Betty - (1733–1797)
Samuel - (1734–1781)
John Augustine - (1736–1787)
Charles - (1738–1799)
Mildred - (1739–1740)
Hon gifte inte om sig efter makens död 1743 utan levde ogift resten av livet, vilket var det vanliga för änkor i Virginia under denna tid. Hennes son köpte henne ett stort hus i Fredericksburg i Virginia och blev hennes testamentsexekutor och huvudarvinge. Relationen med hennes son George kan ha varit ansträngd på grund av hennes lojalistsympatier, men detta är obekräftat. Hon var fortfarande vid liv då sonen blev president, men dog senare samma år. Hon var bröstsjuk under sina sista år och avled möjligen i cancer. Hon begravdes enligt önskan vid den sten där hon brukat meditera, be och läsa.